# Polycitor clava
Polycitor clava är en sjöpungsart som först beskrevs av Radovan Harant och Vernières 1938.  Polycitor clava ingår i släktet Polycitor och familjen Polycitoridae. Inga underarter finns listade i Catalogue of Life.